# Faouzi Chaouchi
Faouzi Chaouchi, född 5 december 1984 i Bordj Menaïel, Algeriet, är en algerisk fotbollsspelare som sedan 2011 spelar för den algeriska klubben MC Alger och Algeriets fotbollslandslag.